# Dayon Deimos

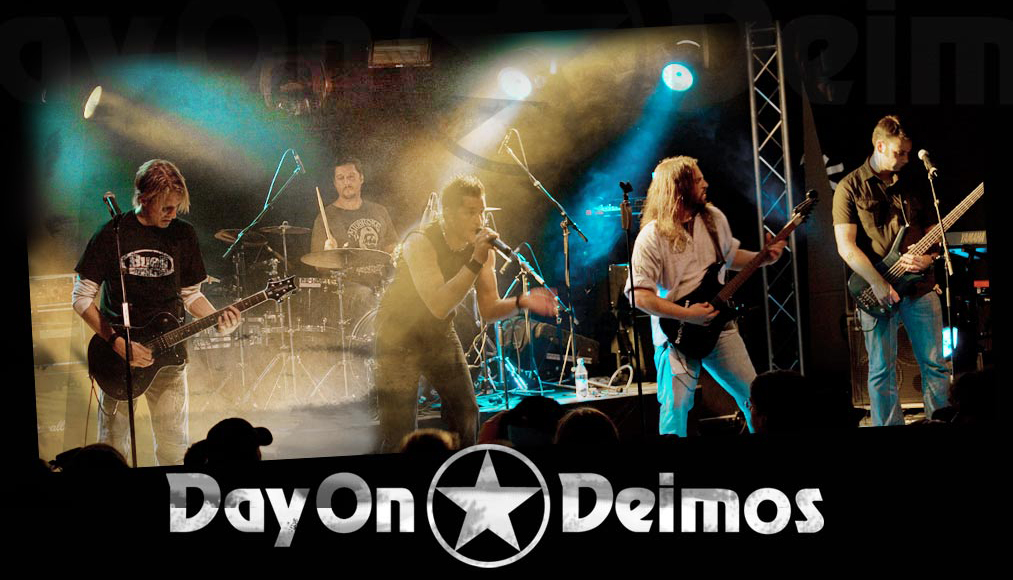
Dayon Deimos live 2007

Dayon Deimos war eine deutsche Rockband.

## Geschichte
Die Band wurde 2003 von Dirk Whiteman und Oliver Werner gegründet, später kamen Boris Kotthoff, Reinhold Gross Marco Tradt hinzu. Deimos (deutsch Schrecken) ist in der griechischen Mythologie der Bruder des Phobos und außerdem der Name eines Marsmondes. Im Januar 2005 wurde das erste Album fertiggestellt. Die Veröffentlichung eines neuen Albums war für Anfang 2009 geplant, jedoch wurde die Band Ende 2008 aufgelöst. Die Band wurde bei MTV sowie deutschen und internationalen Radiosendern gespielt.

## Stil
Der musikalische Stil entspringt dem Alternative und Hard Rock, wie man ihn beispielsweise bei Alter Bridge oder Soundgarden findet. Auf ihrem Album findet man verschiedene ineinander greifende Einflüsse von Metal bis Rock. Die Musik ist durch die tiefer gestimmten Gitarren und aufwändigen Arrangements sehr druckvoll.

## Besetzung
- Dirk Whiteman: Gitarre, instrumenteller Songwriter
- Oliver Werner: Gitarre, instrumenteller Songwriter
- Boris Kotthoff: Gesang, Texter und Melodieschreiber
- Marc Bremer: Bass
- Marco Tradt: Schlagzeug

## Diskografie

### Alben
- 2005: DayOn Deimos

### Kompilationsbeiträge
- 2007: All Freaks Sampler Deutschland
- 2008: 272 Records Sampler USA/Californien